# Trichopteryx nigra
Trichopteryx nigra là một loài bướm đêm trong họ Geometridae.